# 오비디우스

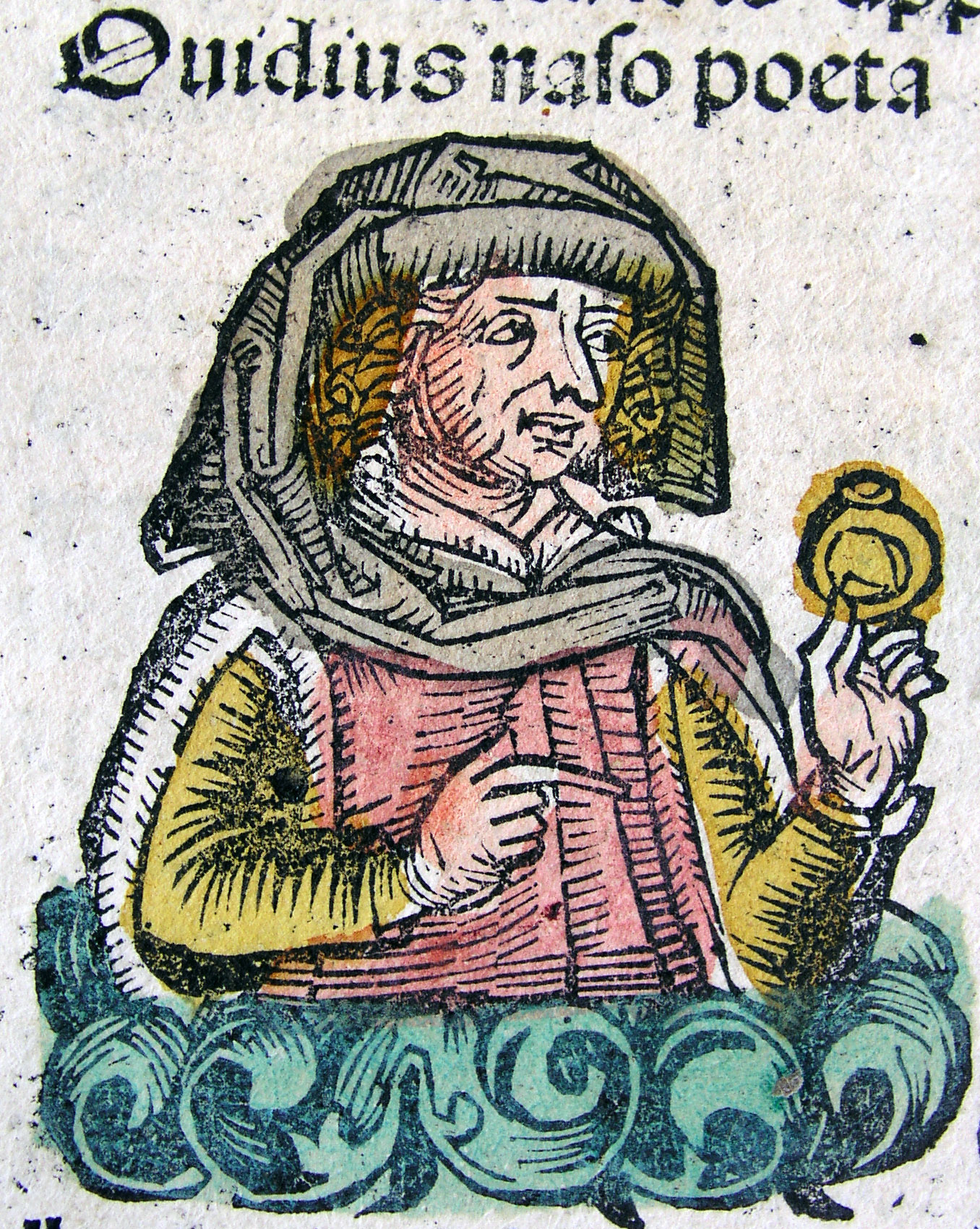
오비디우스

푸블리우스 오비디우스 나소(라틴어: Pūblius Ovidius Nāsō 푸블리우스 오위디우스 나소[*], 기원전 43년 3월 20일 ~ 기원후 17년/18년) 또는 오비드(영어: Ovid)는 로마 제국 시대의 시인이다. 즐거움을 노래하는 연애시로 유명하며 호라티우스와 더불어 로마 문학의 황금시대를 이루었다.

## 생애

Metamorphoses, 1643

오비디우스는 이탈리아 중부 아브루치 주의 술모에서 지방의 부유한 기사 가문에서 태어났다. 그의 생애에 관해서는 무엇보다도 자신이 말년에 유배지에서 쓴 트리스티아와 여기저기서 자신의 출생과 성장과정 및 시대적 배경을 바탕으로 어느 정도 추적해볼 수 있다.
당시의 많은 기사층 출신의 자녀들처럼 오비디우스는 일찍 로마로 유학하여 관리가 되기 위한 필수교육인 수사학과 웅변술을 배웠다. 법조계로 진출하는 것이 부친의 소망이었으나 본인은 법률 공부보다는 시작이나 화려한 사교를 즐겨, 법정변론을 하려 해도 "말이 저절로 시가 되었다"고 한다.
또한 문화의 중심지 아테네로 유학을 한 것으로 알려져 있다. 로마로 돌아와 약간 관리 경력을 쌓지만 곧 이를 포기하고 시인이 되고자 마음을 굳힌다. 이와 때를 같이하여 문인들을 후원하는 메살라 코르비누스에 발탁되어 당시의 유명 문인들과 교류를 갖게 된다. 티불루스 등의 시인 서클에 가담, 당시 유행했던 엘레게이아풍의 연애시로 필재를 휘둘러 명성을 얻었다. 그러나 연애의 농락술을 교훈시풍으로 엮은 《사랑의 기술》(Ars Amatoria)이 풍속을 문란케 하는 책이라 하여 아우구스투스 황제의 노여움을 샀다.
그 후 연애시와는 결별하고 이야기시의 제작에 몰두, 필생의 대작 《변신 이야기》(Metamorphoses)를 완성했다. 아우구스투스 황제에게 헌정하려던 《행사력》(Fasti)을 제작 중이던 서기 8년 황제로부터 돌연 로마 추방을 선고 받았는데 이 추방에 얽힌 경위는 지금까지도 수수께끼로 남아 있다. 말년은 전반이 화려했던 것에 비해 비참했다. 흑해 연안의 벽지 토미스(콘스탄차)에서 호소와 애원이 담긴 서신을 고국에 띄우며 10년을 보내다가 그곳에서 죽었다.